# Antisocialites
Antisocialites es el segundo álbum de estudio de la banda canadiense de indie pop Alvvays, publicado el 8 de septiembre de 2017 por Polyvinyl, Royal Mountain, Transgressive e Inertia.
El álbum estuvo entre los candidatos preseleccionados para los 2018 Polaris Music Prize.

## Grabación y producción
De acuerdo a la vocalista Molly Rankin, Antisocialites fue grabada usando una combinación de Pro Tools y una grabadora de 8 pistas de TASCAM 488.

## Galardones
| Publicación  | Lista                            | Posición | Ref.   |
| ------------ | -------------------------------- | -------- | ------ |
| Exclaim!     | Top 20 Pop & Rock Albums of 2017 | 1        | [ 17 ] |
| The Guardian | The best albums of 2017          | 29       | [ 18 ] |
| NME          | NME's Albums of the Year 2017    | 17       | [ 19 ] |
| Stereogum    | The 50 Best Albums of 2017       | 31       | [ 20 ] |
| The Ringer   | The Best Albums of 2017          | 3        | [ 21 ] |

## Lista de canciones
Todas las canciones escritas y compuestas por Molly Rankin y Alec O'Hanley. 
| N.º   | Título                  | Duración |  |
| 1.    | «In Undertow»           | 3:17     |  |
| 2.    | «Dreams Tonite»         | 3:16     |  |
| 3.    | «Plimsoll Punks»        | 4:49     |  |
| 4.    | «Your Type»             | 2:03     |  |
| 5.    | «Not My Baby»           | 4:16     |  |
| 6.    | «Hey»                   | 2:48     |  |
| 7.    | «Lollipop (Ode to Jim)» | 3:17     |  |
| 8.    | «Already Gone»          | 3:03     |  |
| 9.    | «Saved by a Waif»       | 2:59     |  |
| 10.   | «Forget About Life»     | 2:42     |  |
| 32:34 |                         |          |  |

## Créditos
Créditos adaptados desde las notas del álbum.
Alvvays
- Kerri MacLellan – Farfisa, voz
- Brian Murphy – bajo eléctrico, guitarra
- Alec O'Hanley – guitarras, voz, Realistic, bajo eléctrico, grabación, producción, portada del álbum, mezclas
- Molly Rankin – voz, guitarras, violín tradicional, portada del álbum
- Chris Dadge – batería, percusión

Músicos adicionales
- Moshe Fisher-Rozenberg – batería
- Jeremy Gaudet – guitarras
- Isaac Takeuchi – violonchelo
- Norman Blake – glockenspiel, voz

Personal técnico
- John Congleton – grabación, producción
- Celso Estrada – ingeniero de sonido
- Tyler Karmen – ingeniero de sonido
- Marta Salogni – ingeniero de sonido
- Alex Gamble – ingeniero de sonido
- Graham Walsh – ingeniero de sonido
- Kenny Meehan – ingeniero de sonido
- Matt Estep – mezclas
- Justin Nace – mezclas adicionales
- David Ives – masterización
- Anthony Stewart – fotografía

## Posicionamiento
| Chart (2017)                            | Peak position |
| --------------------------------------- | ------------- |
| Canadá (Billboard Canadian Albums)      | 36            |
| New Zealand Heatseekers Albums (RMNZ)   | 8             |
| Escocia (Scottish Albums Chart)         | 22            |
| Reino Unido (UK Albums Chart)           | 28            |
| Estados Unidos (Billboard 200)          | 82            |
| Estados Unidos (Top Alternative Albums) | 9             |
| Estados Unidos (Top Rock Albums)        | 14            |